# William Scamp
William Scamp (ur. 5 czerwca 1801, zm. 13 stycznia 1872) – angielski architekt i inżynier. Po pracy nad przebudową zamku Windsor według projektu Jeffry’ego Wyatville’a, był zatrudniony przez Admiralicję od 1838 do przejścia na emeryturę w 1867. Przez prawie trzy dekady swojej kariery Scamp projektował obiekty marynarki wojennej w Wielkiej Brytanii, Malcie, Gibraltarze i Bermudach.
Wczesne prace Scampa z lat 40. XIX wieku obejmują stocznię i Royal Naval Bakery na Malcie. Podczas pobytu na Malcie nadzorował budowę prokatedry św. Pawła, wprowadzając w budynku znaczące zmiany. Jego najbardziej znane dzieła w Wielkiej Brytanii to rozbudowa Chatham Dockyard i Portsmouth Dockyards realizowana od lat 60. do 80. XIX wieku.

## Życie
Scamp urodził się 5 czerwca 1801 we wsi Georgeham w North Devon i był synem słodownika i armatora. Od najmłodszych lat interesował się geometrią i geodezją, a uczył się sam, ponieważ śmierć ojca uniemożliwiła mu zdobycie zawodowego wykształcenia. Przełom nastąpił, gdy Jeffry Wyatville zauważył jego pracę w konkursie na Assembly Halls w Ilfracombe. Scamp następnie pracował z Wyatvillem, pełniąc przez ponad dekadę funkcję kierownika robót podczas odbudowy zamku w Windsorze.

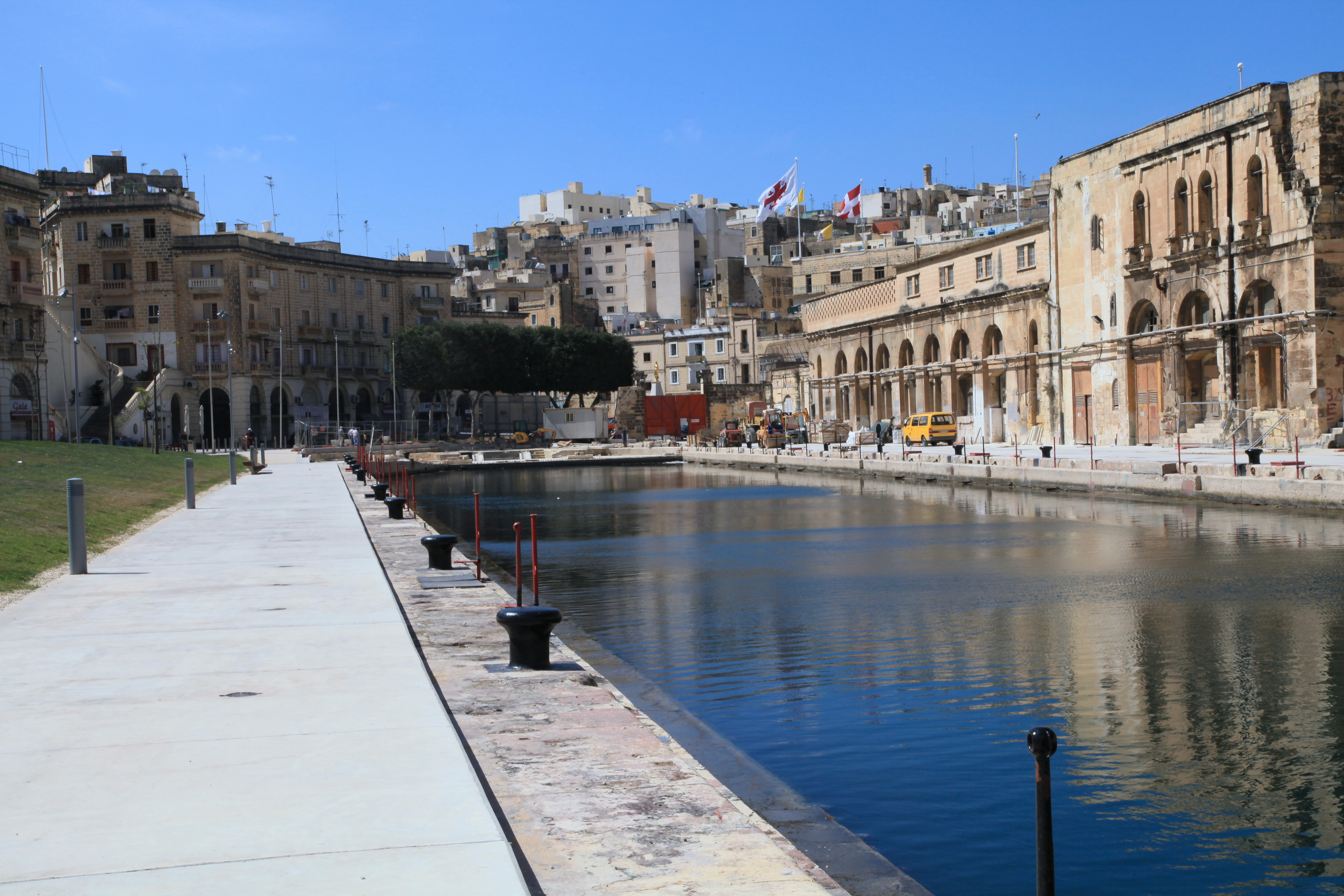
Dok Nr 1 w Bormli na Malcie (1844–48)

W 1838 Scamp dołączył do Admiralicji w Woolwich Dockyard. W latach 1841–1844 pracował nad trzema dużymi projektami na Malcie: Dokiem Nr 1 w Bormli, Royal Naval Bakery w Birgu i prokatedrą św. Pawła w Valletcie. Królowa Adelajda, która zleciła budowę katedry, podarowała Scampowi po powrocie do Anglii srebrny świecznik jako wyraz wdzięczności za jego pracę. Podczas pobytu na Malcie jego partnerka Harriet Wynder urodziła ich córkę o imieniu Adelaide Frances Melita (ur. 1844).
W 1845 Scamp został odwołany z Malty, aby objąć stanowisko głównego asystenta dyrektora robót admiralicji. Następnie brał udział w ponownym wyposażaniu baz morskich wokół Imperium brytyjskiego w celu dostosowania ich do okrętów pancernych. Do 1860 Scampowi przypisuje się duże prace w placówkach Admiralicji w ówczesnych brytyjskich koloniach Malcie, Gibraltarze i Bermudach, a także w bazach morskich w samej Wielkiej Brytanii, takich jak Deptford, Woolwich, Sheerness, Portsmouth i Pembroke. W 1852 został zastępcą dyrektora G. T. Greene, który w latach 50. XIX wieku odegrał rolę w projektowaniu dla Admiralicji konstrukcji z żelazną ramą.
Scamp był żonaty i miał dwóch synów, którzy zmarli przed nim. W 1867 przeszedł na emeryturę, ale później wykonał projekt rekultywacji terenu dla zatoki Morecambe i opracował plany poprawy portu Lancaster. Zmarł 13 stycznia 1872 w wieku 70 lat z powodu obrzęku płuc po tygodniowej chorobie. Został pochowany na cmentarzu Kensal Green w Londynie.

## Prace
Scampowi przypisuje się projektowanie obiektów stoczniowych w sposób logiczny, zamiast umieszczania budynków tam, gdzie było wolne miejsce. Jego projekty uwzględniały również możliwość dalszej rozbudowy infrastruktury w przyszłości.

### Malta

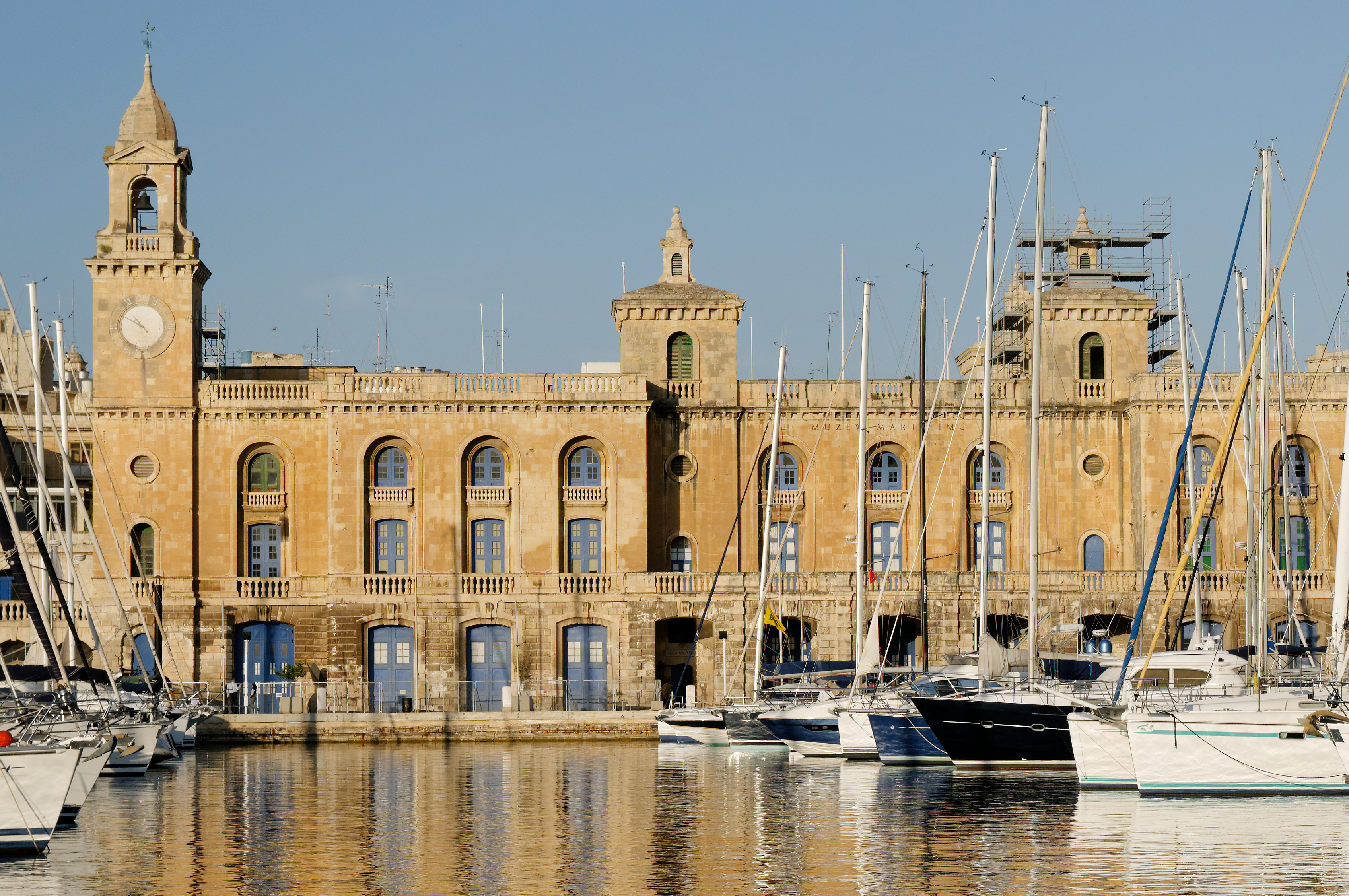
Royal Naval Bakery w Birgu na Malcie (1842–45)

Scamp przybył na Maltę w 1841 wraz z kapitanem R. E. Brandrethem, aby sporządzić raport na temat maltańskich obiektów stoczniowych. Miała to być krótka wizyta, ale ostatecznie Scamp pracował na wyspie przez trzy lata. Pobyt Scampa na Malcie miał znaczący wpływ na scenę architektoniczną wyspy, ponieważ wprowadził nową formę brytyjskiej architektury kolonialnej, która rzuciła wyzwanie istniejącym tradycjom inspirowanym barokiem, pochodzącym z ery Zakonu Maltańskiego.
Scamp zdecydował, że idealna lokalizacja nowego doku Nr 1 znajduje się w Bormli, w miejscu znanym obecnie jako Dockyard Creek. Mieszkańcy miasta byli przeciwni temu planowi i protestowali do gubernatora, jednak prace podjęto. Rozpoczęły się 28 czerwca 1844, a dok otwarto 5 września 1848. Scamp zaprojektował również budynki pomocnicze stoczni, z których część została zniszczona podczas II wojny światowej. Royal Naval Bakery (Królewska Piekarnia Marynarki Wojennej) w Birgu została zaprojektowana przez Brandretha, ale Scamp wprowadził znaczące modyfikacje do planów i w latach 1842–1845 budynek został zbudowany na miejscu dawnego arsenału galerowego. Konstrukcja była największą piekarnią marynarki wojennej poza granicami Wielkiej Brytanii, a do jego budowy użyto żeliwa, prawdopodobnie był to pierwszy raz, kiedy tego typu materiał budowlany został użyty na Malcie. Obecnie w piekarni mieści się Malta Maritime Museum.

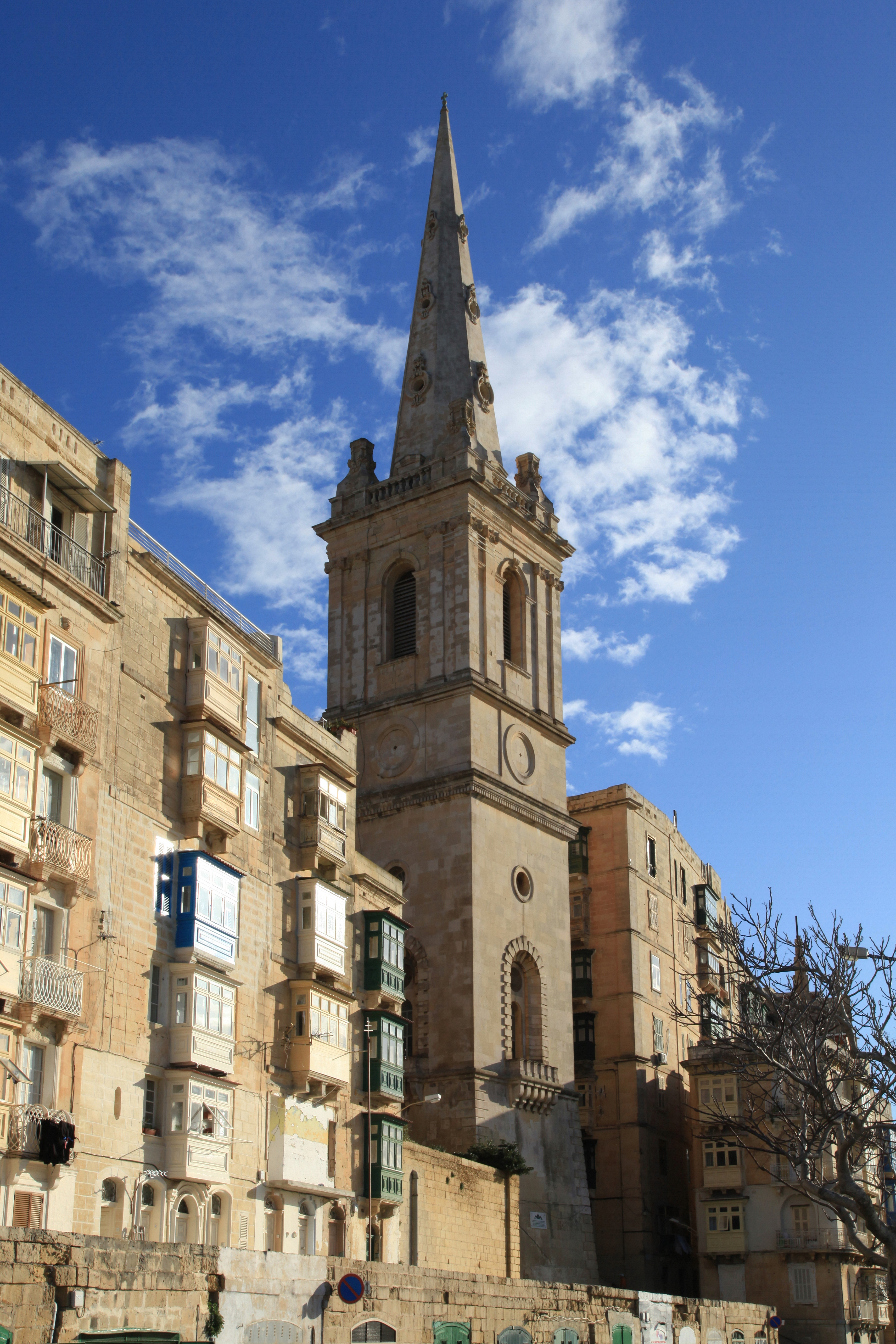
Dzwonnica prokatedry św. Pawła, Valletta, Malta (1842–44)

Niedługo po przybyciu na Maltę, Scamp i Brandreth zostali poproszeni przez komitet budowlany prokatedry św. Pawła w Valletcie o ocenę wad konstrukcyjnych budynku, który był wówczas w budowie. Katedrę pierwotnie zaprojektował Richard Lankesheer, budowę rozpoczęto w 1839, a następnie zawieszono w 1841 z powodu problemów konstrukcyjnych. Lankesheer zmarł nagle w marcu 1841, prawdopodobnie śmiercią samobójczą. Scamp nadzorował prace stabilizacyjne w latach 1841–1842 oraz budowę reszty katedry, która została ukończona w 1844. W trakcie prac wprowadził szereg istotnych zmian do pierwotnych planów katedry, a jego najbardziej znaczącym wkładem było zaprojektowanie dzwonnicy i zmiana jej położenia, aby stała się wolnostojącą konstrukcją. Dzwonnica katedry stanowi ważną część panoramy Valletty. Scamp zaprojektował również wnętrze katedry i najwyraźniej inspirował się kościołem St. Mary Woolnoth w Londynie zaprojektowanym przez Nicholasa Hawksmoora. Miejsce, w którym miał stanąć ołtarz główny, zostało zmienione zgodnie z życzeniem biskupa George’a Tomlinsona, chociaż późniejsze zmiany w XX wieku doprowadziły do przeprojektowania według planów Scampa.
Scamp później wracał na Maltę kilkakrotnie, pomagając w rozbudowie Grand Harbour do Il-Menqa w 1860. Był również konsultantem przy budowie krytej hali targowej w Valletcie i szpitala psychiatrycznego Mount Carmel w Attard.

### Wielka Brytania, Gibraltar i Bermudy
Pierwszym dziełem Scampa były Assembly Halls w Ilfracombe, które zaprojektował i zbudował po wygraniu konkursu projektowego. Wykonał również wiele rysunków do projektu Zamek Windsor jako urzędnik robót budowlanych Jeffry’ego Wyatville’a.
Do znanych dzieł Scampa w Wielkiej Brytanii, gdy pracował dla Admiralicji, należą suchy dok w Keyham, dwa suche doki i obiekty pomocnicze w Devonport oraz tunel między tymi dwoma stoczniami. Po wojnie krymskiej zaprojektował stocznię przeładunkową nad jeziorem Haslar w pobliżu Gosport. Zaprojektował również rozbudowy Chatham Dockyard i Portsmouth Dockyard, które zostały podjęte odpowiednio w latach 1861–85 i 1867–81; oba projekty ukończono po śmierci Scampa.
Scamp przyczynił się również do powstania bazy morskiej w Gibraltarze i Royal Naval Dockyard na Bermudach. Niektóre budynki zaprojektowane przez niego na Bermudach wykazują podobieństwo do budynku Royal Naval Bakery, którą zaprojektował na Malcie.